# Dietrich Barfurth
Dietrich Barfurth (Dinslaken, 25 gennaio 1849 – Rostock, 23 marzo 1927) è stato un anatomista tedesco.

## Biografia
Studiò matematica e scienze presso l'Università di Gottinga e la medicina (1879-1882) presso l'Università di Bonn. Nel 1882 conseguì il dottorato in medicina, e nel 1883 ricevette la sua abilitazione in anatomia. Nel 1888 lavorò come prosettore sotto Friedrich Merkel (1845-1919) a Gottinga. Dal 1889 al 1896 fu professore di anatomia, embriologia e istologia presso l'Università di Dorpat, e poi fece il professore e il direttore di anatomia presso l'Università di Rostock.
Barfurth fu ricordato per la ricerca sulla rigenerazione delle parti del corpo (tessuti, arti, organi, ecc) degli animali e nelle fasi embrionali, delle larve adulte.

## Opere (parziale)
- Regeneration und Transplantation (1917)
- Methoden zur Erforschung der Regeneration bei Tieren (Methods for the Study of Regeneration in Animals) (1920)